# Carlon Jeffery
Pour les articles homonymes, voir Jeffery.
Carlon Jeffery est un acteur, chanteur et rappeur américain né le 10 juillet 1993 à Houston, (Texas). Il a joué notamment dans la série Section Genius dans le rôle de Cameron O. Parks diffusée en France  sur Disney Channel France.

## Biographie
Jeffery est né le 10 juillet 1993 à Houston, (Texas). Il a commencé à jouer à l'âge de 8 ans. En 2005, Carlon et sa famille ont déménagé en Californie, afin qu'il puisse poursuivre sa carrière d'acteur et de chant. En tant que rappeur, il est connu sous le pseudonyme de Lil' C-Note. Il a aussi une sœur jumelle Carla Jeffery qui est aussi une actrice. Il est apparu dans le clip "Dynamite" de sa partenaire de Section Genius, China Anne McClain aux côtés de Stefanie Scott, Jake Short et Sierra McCormick.

## Filmographie
- 2006 : Philadelphia : Chris (saison 2, épisode 6)
- 2007 : Eye See Me: K C (12 ans)
- 2007 : Heroes :  Damon Dawson (3 épisodes)
- 2008 : After School : Row Row
- 2009 : Bones : Ezra The Elf  (saison 4, épisode 14)
- 2009 : Trust Me (en) (épisode 13)
- 2011 : The Strange Thing About the Johnsons (court métrage) : Isaiah petit
- 2011-2013 : Section Genius : Cameron O. Parks (46 épisodes)
- 2014 : Cloud 9 : L'ultime figure (téléfilm) : Dink
- 2014 : Tatami Academy : Matt (saison 4, épisode 4)
- post-production : Puzzled : David

## Discographie

### Album
- 2011 : A.N.T. Farm (soundtrack) (en) (bande originale de Section Genius)

### Singles
- 2011 : Pose (ft Stefanie Scott)
- 2011 : Summertime
- 2012 : The Forgetful One
- 2012 : #2The10thPower
- 2012 : JRS
- 2013 : 95'